# New Found Glory (album)
New Found Glory è il secondo album dei New Found Glory, pubblicato nel 2000. È stato certificato disco d'oro dalla RIAA il 24 giugno 2003.

## Tracce
1. Better off Dead – 2:48
2. Dressed to Kill – 3:28
3. Sincerely Me – 2:48
4. Hit or Miss – 3:22
5. Second to Last – 2:44
6. Eyesore – 3:46
7. Vegas – 2:29
8. Sucker – 2:53
9. Black & Blue – 2:09
10. Boy Crazy – 3:19
11. All About Her – 3:02
12. Ballad for the Lost Romantics – 3:24

## Formazione
- Jordan Pundik – voce
- Chad Gilbert – chitarra solista, voce secondaria
- Steve Klein – chitarra ritmica
- Ian Grushka – basso
- Cyrus Bolooki – batteria